# Энгсё
Э́нгсё (швед. Ängsö) — национальный парк в Швеции, остров в Стокгольмском архипелаге. Парк известен своей природой и старыми фермами. Доступен только по воде.

## Национальный парк
Энгсе — один из старейших национальных парков в стране, сохраняющий уголок старой Швеции. В XVII веке Энгсё состоял из двух островов, разделённых узким проливом. На островах имели луга крестьяне с соседнего Верингсё. Позже земля поднялась над уровнем моря и между ними образовалась перемычка. Парк был расширен в 1988 году до нынешних 190 га (из них 117 га вода).

## Природа
Треть площади острова покрыты лесом, одним из самых охраняемых в шхерах. Самыми распространёнными деревьями являются клён, дуб, ясень. На островах гнездятся скопы и орлы. Для их охраны леса закрыты для посетителей с 1 февраля по 15 августа каждый год.